# Rijksbeschermd gezicht Hummelo
Gezicht Hummelo is een van rijkswege beschermd dorpsgezicht in Hummelo in de Nederlandse provincie Gelderland. De procedure voor aanwijzing werd gestart op 5 november 1987. Het gebied werd op 14 september 1993 definitief aangewezen. Het beschermd gezicht beslaat een oppervlakte van 12,1 hectare.
Panden die binnen een beschermd gezicht vallen krijgen niet automatisch de status van beschermd monument. Wel zal de gemeente het bestemmingsplan aanpassen om nieuwe ontwikkelingen in het gebied te reguleren. De gezichtsbescherming richt zich op de stedenbouwkundige en cultuurhistorische waardering van een gebied en wil het toekomstig functioneren daarvan veiligstellen.